# Pseudotectoribates minidentatus
Pseudotectoribates minidentatus är en kvalsterart som beskrevs av Ruiz, Subías och Kahwash 1991. Pseudotectoribates minidentatus ingår i släktet Pseudotectoribates och familjen Oribatellidae. Inga underarter finns listade i Catalogue of Life.